# Præriens Søn
Præriens Søn er en amerikansk stumfilm fra 1918 af Frank Lloyd.

## Medvirkende
- William Farnum - Bob McKeever
- Kathryn Adams - Ruth Merritt
- Charles Clary - Gilbert Brockhurst
- Genevieve Blinn - Lady Somerfield
- William Scott - Stanley Brockhurst